# 王猷 (天啓進士)
王猷（1603年—？），號雲合，北直隸真定府趙州人，民籍，明朝政治人物。

## 生平
天啟元年（1621年）辛酉科順天鄉試第六十四名舉人，二年（1622年）中式壬戌科會試第三百一名，三甲第二百名進士。工部觀政，三年（1623年）授山東長山縣知縣，五年（1625年）調曹縣知縣，七年（1627年）任山東鄉試同考官，崇禎元年（1628年）四月考選授兵科給事中，三年（1630年）四月升禮科右給事中，四年（1631年）丁憂歸。七年（1634年）補為刑科左給事中，九年（1636年）任浙江鄉試正考官，同年升工科都給事中，十一年（1638年）降為應天府知事，丁憂，十四年（1641年）京察。

## 引用
1. ↑  《天啓二年壬戌科进士履历》：王猷，雲合，诗二房，癸卯十一月十三日生，赵州人，辛酉六十四名，会三百一名，三甲二百名，工部政，癸亥授山东长山知县，乙丑调曹县，丁卯本省同考，戊辰考选，授兵科给事中，庚午升礼科右，辛未丁忧，甲戌补刑科左，丙子浙江主考，丙子升工科都，戊寅降补应天府知事，丁忧，辛巳京察。